# Einauge sei wachsam
Einauge sei wachsam ist ein Kartenspiel der deutschen Spieleautoren Wolfgang Kramer und Michael Kiesling, das 2009 auf Deutsch bei dem Verlag Amigo erschien. Thematisch geht es bei diesem Spiel darum, als Piraten möglichst wertvolle Schätze zu sammeln und zu Sets zu kombinieren.
Im Erscheinungsjahr wurde es von der Jury des Spiel des Jahres auf die Empfehlungsliste aufgenommen. Zudem wurde es beim Österreichischen Spielepreis als „Spiele Hit für Familien“ ausgezeichnet.

## Hintergrund und Ausstattung
In dem Spiel Einauge sei wachsam handelt es sich um ein Kartenspiel, bei dem die Spieler versuchen, möglichst wertvolle Schätze zu sammeln und zu Sets zu kombinieren. Thematisch versuchen sie dies in der Rolle von Piraten.
Das Spielmaterial besteht neben der Spielanleitung aus einem Spielplan, 56 Inselkarten in acht Farben, acht Schiffskarten, 28 Säbel-Kärtchen, 40 Juwelen in drei Farben und 51 Münzen im Wert von zehn, fünf und einer Dukate.

## Spielweise
Das Spiel kann mit bis zu fünf Spielern gespielt werden. Zur Vorbereitung werden abhängig von der Spieleranzahl einzelne Farben der Inselkarten aussortiert, danach werden alle Karten gemischt und als verdeckter Zugstapel neben den Spielplan in die Tischmitte gelegt. Die Schiffskarten kommen unter den Zugstapel und sechs Inselkarten werden offen ausgelegt, danach wird die oberste Karte auf den Spielplan, „Einauges Tisch“, gelegt. Jeder Mitspieler erhält zwei Säbel, ein Juwel und 20 Dukaten.
Die Spieler spielen reihum im Uhrzeigersinn und machen jeweils ihre Züge. Dabei muss ein Spieler in seinem Zug eine Karte aus der offenen Auslage kaufen und darf sich zusätzlich die Karte von Einauges Tisch erkämpfen. Um eine Karte aus der Auslage zu kaufen, zahlt der Spieler den auf der Karte angegebenen Preis und bekommt außer der Karte auch die darauf angegebenen Schätze (Säbel, Dukaten und Juwelen). Hat er bereits weitere Karten dieser Farbe, legt er die gerade gekaufte an diese an und bekommt zusätzlich die Schätze der bereits bei ihm liegenden Karten derselben Farbe. Kann ein Spieler keine Karte aus der Auslage kaufen, weil er nicht ausreichend Dukaten hat, muss er Juwelen für je drei Dukaten oder bereits erworbene Schatzinseln für je fünf Dukaten verkaufen. Um eine Karte von Einauges Tisch zu erkämpfen, muss der Spieler drei Säbel, wenn sich auf der Karte ein Säbel befindet, vier Säbel abgeben. Danach legt er die erworbene Karte wie eine gekaufte zu seinem Inselkarten und erhält auch hierfür Belohnungen.
Nachdem der Spieler eine Inselkarte gekauft und evtl. eine weitere erkämpft hat, muss er eine Karte aus der offenen Auslage auf den Tisch legen (bis dort maximal sechs Karten liegen) und die offenen Auslage wieder auf sechs Inselkarten auffüllen.
Das Spiel endet, wenn ein Spieler die erste der Schiffskarten aufdeckt, die sich unter dem Zugstapel befinden, und diese in die offene Auslage legt. Alle anderen Spieler sind danach noch einmal am Zug und es folgt eine Schlussrunde. Schiffskarten zählen wie Joker und dürfen an beliebige Farbreihen gelegt werden, wodurch sie erneut Schätze aus der entsprechenden Reihe bringen. Eine Farbreihe darf allerdings auch mit Schiffen nur aus maximal sieben Karten bestehen. In der Schlussrunde darf sich jeder Spieler noch maximal eine Karte von Einauges Tisch oder aus der Auslage erkämpfen.
Nach der Schlussrunde kommt es zur Endabrechnung. Dabei erhält jeder Spieler für jeden Säbel drei Dukaten und für jeweils fünf Dukaten ein Juwel. Zudem bekommen alle Spieler Juwelen entsprechend der auf ihren Inselkarten abgebildeten Schatztruhen, wobei jeweils für jede Inselfarbe derjenige mit den meisten Inselkarten sieben Juwelen, der mit den zweitmeisten vier Juwelen und der mit den drittmeisten Karten ein Juwel erhält. Bei einem Gleichstand bekommen alle Beteiligten die volle Juwelenzahl, der danach folgende Platz entfällt. Gewinner ist am Ende derjenige, der am meisten Juwelen hat.

## Ausgaben und Rezeption
Einauge sei wachsam wurde von den deutschen Spieleautoren Wolfgang Kramer und Michael Kiesling entwickelt und erschien 2009 auf Deutsch bei dem Verlag Amigo. 2010 erschien eine zweite Auflage des Spiels.
Das Spiel wurde 2009 von der Jury des Spiel des Jahres auf die Empfehlungsliste aufgenommen und beim Österreichischen Spielepreis als „Spiele Hit für Familien“ ausgezeichnet.

## Belege
1. 1 2 3 4 5 6 7 8 9  Offizielle Spielregeln für Einauge sei wachsam, amigo 2009
2. ↑  
Versionen von Einauge sei wachsam in der Datenbank BoardGameGeek; abgerufen am 26. November 2022.
3. ↑  Einauge sei wachsam auf der Website des Spiel des Jahres e.V.; abgerufen am 26. November 2022.